# Cyclophora packardi
Cyclophora packardi là một loài bướm đêm trong họ Geometridae.